# كلارا محمد
كلارا محمد (مواليد 2 نوفمبر 1899 - توفيت 12 أغسطس 1972)، وكان اسمها قبل إسلامها كلارا پول، وقد وُلِدت باسم كلارا إڤانز في ميسون، جورجيا. وقد كانت الزوجة الأولى لزعيم أمة الإسلام إلايجا محمد. وقد تزوجا في جورجيا في 1917، قبل أن يغير اسمه من إلايجا پول. وبين عامي 1917 و 1939، أنجب إلايجا وكلارا ثمانية أطفال: ستة أبناء وبنتين، ومنهم وارث الدين محمد.
وكانت كلارا محمد تُعرف بلقب السيدة الأولى لأمة الإسلام، ويعود إليها فضل تعريف زوجها بتعاليم مؤسس أمة الإسلام. وقد قادت المنظمة أثناء غياب زوجها من 1935 حتى 1946 هرباً من تهديدات بقتله وقد أُلقي القبض عليه أثناء ذلك بتهمة التحريض أثناء الحرب العالمية الثانية.